# Spodnja Ščavnica
Spodnja Ščavnica je naselje u slovenskoj Općini Gornjoj Radgoni. Spodnja Ščavnica se nalazi u pokrajini Štajerskoj i statističkoj regiji Pomurju. 

## Stanovništvo
Prema popisu stanovništva iz 2002. godine naselje je imalo 429 stanovnika.